# Kate Higgins
Kate Higgins (Charlottesville, 16 de agosto de 1969) é uma atriz de voz, cantora e pianista de jazz norte-americana. Ela é mais conhecida por seus papéis de dublagem de Sakura Haruno em Naruto, Miles "Tails" Prower na série de videogame Sonic the Hedgehog, Frankie Stein em Monster High, Pauline em Super Mario, Barbie em Barbie: Life in the Dreamhouse e como Purah em The Legend of Zelda: Tears of the Kingdom e Hyrule Warriors: Age of Calamity .

## Biografia
Higgins frequentou a Universidade de Auburn, onde estudou música com o artista de jazz Bob Richardson. Ela era integrante da banda Auburn Knights e fez shows em vários bares e lounges. Ela se formou em 1991 em música e se mudou para Los Angeles para seguir carreira musical.

## Carreira

### Atriz de voz
Higgins trabalhou pela primeira vez em comerciais assim que se formou. Mais tarde, ela foi convidada para ser uma dubladora para realização de bumpers para o Disney Channel em 1998. Desde então, os principais papéis de voz de Higgins foram em adaptações em inglês de animes, e ela é mais conhecida como a voz de Sakura Haruno em Naruto e Talho Yuuki em Eureka 7. Ela também dublou CC em Code Geass e Saber no Fate/stay night original. Entre 2010 e 2013, Higgins dublou Tails na série de videogame Sonic the Hedgehog.
Em 2014, Higgins foi escalada como Ami Mizuno na dublagem em inglês de Sailor Moon. Ela é a voz atual da Princesa Aurora desde 2010, uma personagem da Disney vista originalmente em A Bela Adormecida de Walt Disney. Ela também deu a voz a Frankie Stein em Monster High e Briar Beauty em Ever After High. Ela também estrelou como Barbie em Barbie: A Vida na Casa dos Sonhos em 2012. Desde o lançamento de Super Mario Odyssey em 2017, ela tem sido a voz de Pauline na franquia Mario.

### Carreira musical
Em 2002, ela lançou seu primeiro álbum de jazz, The Tide is Low . Seu segundo álbum de jazz é Stealing Freedom . Ela também está em uma banda chamada Upper Structure.

## Filmografia

### Anime
| Ano           | Título                                  | Papel                         | Notas                  | Ref.                |
| ------------- | --------------------------------------- | ----------------------------- | ---------------------- | ------------------- |
| 1999          | Cowboy Bebop                            | Diversos                      |                        |                     |
| 2002–03       | Great Teacher Onizuka                   | Chikako Shirai, Mayuko Asano  |                        |                     |
| 2002          | I'll                                    | Sumire Yoshikawa              |                        |                     |
| 2002          | Marmalade Boy                           | Meiko Akizuki                 | Como Kate Davis        | [ 7 ]               |
| 2002–03       | Overman King Gainer                     | Meey Laujin                   |                        |                     |
| 2004          | Yukikaze                                | Vozes adicionais              |                        |                     |
| 2004          | Initial D                               | Simone                        | Doblaje Tokyopop       |                     |
| 2004          | Ghost in the Shell: Stand Alone Complex | Crianças                      |                        |                     |
| 2004          | Here Is Greenwood                       | Miya Igarashi                 | Doblaje Media Blasters |                     |
| 2004          | Hanaukyo Maid-tai                       | Sanae Yashima                 |                        |                     |
| 2004          | Tenjō Tenge                             | Emi Isuzu                     |                        |                     |
| 2004          | Tsukihime                               | Hisui                         |                        |                     |
| 2005          | Scrapped Princess                       | Zefiris                       |                        |                     |
| 2005          | Zatch Bell!                             | Megumi Oumi, Kolulu, Laila    |                        |                     |
| 2005          | Planetes                                | Eldegard Rivera               |                        | [ 8 ]               |
| 2005–09       | Naruto                                  | Sakura Haruno                 |                        | [ 9 ] [ 8 ]         |
| 2005          | Mars Daybreak                           | Éster Ein Astrada             |                        | [ 8 ]               |
| 2005          | Immortal Grand Prix                     | Jessica Darlin                |                        | [ 8 ]               |
| 2005          | Gad Guard                               | Mimi                          |                        |                     |
| 2005          | Grenadier                               | Ai                            |                        |                     |
| 2006–07       | Eureka Seven                            | Talho Yūki                    |                        | [ 9 ] [ 8 ]         |
| 2006          | Kannazuki no Miko                       | Otoha Kisaragi                |                        | [ 10 ]              |
| 2006          | Karas                                   | Homura                        |                        | [ 8 ]               |
| 2006          | Gun × Sword                             | Vivian                        | Ep. 10                 | [ 8 ]               |
| 2006–14       | Bleach                                  | Karin Kurosaki                |                        | [ 8 ]               |
| 2006          | Fate/stay night                         | Saber                         |                        | [ 8 ] [ 11 ] [ 12 ] |
| 2006          | Samurai Champloo                        | Yoshiko                       |                        |                     |
| 2007          | Digimon Data Squad                      | Miki Kurosaki                 |                        | [ 8 ]               |
| 2008–09       | Série Code Geass                        | C.C.                          |                        | [ 8 ]               |
| 2008          | Lucky Star                              | Nanako Kuroi, Hikage Miyakawa |                        | [ 8 ]               |
| 2009–19       | Naruto Shippuden                        | Sakura Haruno                 |                        | [ 9 ]               |
| 2011          | Marvel Anime:Wolverine                  | Yukio                         |                        |                     |
| 2014–19       | Sailor Moon                             | Ami Mizuno / Sailor Mercury   | Doblaje Viz            | [ 13 ]              |
| 2015–16       | Glitter Force                           | Chloe                         | Doblaje Saban          | [ 14 ] [ 15 ]       |
| 2015–presente | Sailor Moon Crystal                     | Ami Mizuno / Sailor Mercury   | Viz Media              | [ 16 ]              |
| 2017          | Code Geass: Akito the Exiled            | C.C.                          |                        | [ 17 ]              |
| 2018          | Sōsei no Onmyōji                        | Subaru Mitejima               |                        | [ 18 ]              |
| 2019–presente | Boruto: Naruto Next Generations         | Sakura Uchiha                 |                        |                     |

### Animação
| Ano           | Título                          | Personagem                                        | Notas                                           | Ref.          |
| ------------- | ------------------------------- | ------------------------------------------------- | ----------------------------------------------- | ------------- |
| 2001–02       | As aventuras de Jackie Chan     | Simone                                            | Ep. "Um encontro entre Dos Jackies", "O eleito" | [ 19 ] [ 20 ] |
| 2009          | Wolverine e os X-Men            | Bruja Escarlata, Hada                             |                                                 | [ 21 ] [ 22 ] |
| 2010          | Gnomos y Trolls                 | Cervato                                           |                                                 |               |
| 2012          | Chaves Animado                  | Godínez, Dona Florinda, Popis                     | Episódio 52                                     |               |
| 2012–15       | Monster High                    | Frankie Stein                                     |                                                 |               |
| 2012–14       | A Lenda de Korra                | Toph Bei Fong (adulto)                            | Ep. "Fora do passado"; "Mudança"                | [ 23 ] [ 24 ] |
| 2013          | Sofia the First                 | Aurora                                            |                                                 |               |
| 2014–presente | Blaze and the Monster Machines  | Starla                                            |                                                 | [ 25 ]        |
| 2015          | Fresh Beat Band of Spies        | Rainbow Raspberry, Loudmouth Limón, Yi Haw, otros |                                                 | [ 26 ] [ 27 ] |
| 2021          | Sonic Colors: Rise of the Wisps | Miles "Tails" Prower                              | Curtas animados                                 | [ 28 ]        |

### Filme
| Ano           | Título                                               | Personagem                                                                                         | Ref.          |
| ------------- | ---------------------------------------------------- | -------------------------------------------------------------------------------------------------- | ------------- |
| 2007–presente | Naruto                                               | Sakura Haruno (Boruto: Naruto the Movie)                                                           |               |
| 2007          | Bleach: The DiamondDust Rebellion                    | Yin                                                                                                |               |
| 2009          | Happily N'Ever After 2                               | Cachinhos Dourados                                                                                 |               |
| 2011          | Barbie: A Fairy Secret                               | Taylor                                                                                             |               |
| 2012          | Back to the Sea                                      | Poco Pez                                                                                           |               |
| 2013          | Iron Man: Rise of Technovore                         | Pepper Potts                                                                                       |               |
| 2013          | Scooby-Doo! Stage Fright                             | Meg Vendaval, Cathy                                                                                |               |
| 2013–2017     | Alpha and Omega                                      | Kate, Stinky, Lilly                                                                                | [ 29 ]        |
| 2014          | Axel: The Biggest Little Hero                        | Gaga                                                                                               | [ 30 ]        |
| 2015          | Tyler Perry's Madea's Tough Love                     | Yoshi                                                                                              | [ 31 ]        |
| 2016–18       | Digimon Adventure tri.                               | Gatomon, Meicoomon, Meicrackmon Modo Vicioso, Angewomon, Nyaromon, Salamon, Raguelmon, Magnadramon | [ 32 ] [ 33 ] |
| 2017          | Tom and Jerry: Willy Wonka and the Chocolate Factory | Sra. Bucket                                                                                        |               |
| 2020          | Digimon Adventure: Last Evolution Kizuna             | Gatomon, Angewomon, Mimi Tachikawa                                                                 |               |

### Videogames
| Ano           | Título                                       | Papel                                               | Notas                       | Ref.   |
| ------------- | -------------------------------------------- | --------------------------------------------------- | --------------------------- | ------ |
| 2004          | EverQuest II                                 | Diversos                                            |                             |        |
| 2005          | Destroy All Humans!                          | Caipira                                             |                             |        |
| 2006–presente | Naruto                                       | Sakura Haruno                                       |                             |        |
| 2006          | Rumble Roses XX                              | Candy Cane (Rebecca Walsh), Becky                   |                             |        |
| 2006          | Tales of the Abyss                           | Arietta la Salvaje                                  |                             |        |
| 2006–presente | Dead or Alive                                | Tina Armstrong, Momiji                              |                             | [ 34 ] |
| 2007          | Armored Core 4                               | P. Dam, Meno Lou                                    |                             |        |
| 2007          | Project Sylpheed                             | Natalie Kong                                        |                             |        |
| 2007          | Digimon World Data Squad                     | Miki Kurosaki, Manami Nitta, Runaway D              |                             |        |
| 2007          | G.U. Vol. 3                                  | Natsume                                             |                             |        |
| 2007          | SpongeBob's Atlantis SquarePants             | Vozes adicionais                                    |                             |        |
| 2008          | Culdcept Saga                                | Rilara                                              |                             |        |
| 2008          | Destroy All Humans! Big Willy Unleashed      | Vozes adicionais                                    |                             |        |
| 2008          | Valkyria Chronicles                          | Cordelia gi Randgriz, Martha Lipponen, Freesia York |                             |        |
| 2008          | Ninja Gaiden II                              | Momiji, Yoba                                        |                             |        |
| 2008          | The World Ends with You                      | Uzuki Yashiro, Raimu "Rhyme" Bito                   |                             |        |
| 2008          | Destroy All Humans! Path of the Furon        | Faire, mujeres de Sunnywood                         |                             |        |
| 2008          | Mana Khemia: Alchemists of Al-Revis          | Jessica Philomele                                   |                             |        |
| 2009          | MadWorld                                     | Naomi, RinRin                                       |                             |        |
| 2009          | Magna Carta 2                                | Rue                                                 |                             |        |
| 2010          | Final Fantasy XIII                           | Habitantes de Cocoon                                |                             |        |
| 2010          | Resonance of Fate                            | Voces adicionales                                   |                             |        |
| 2010          | Sakura Wars: So Long, My Love                | Subaru Kujo                                         |                             |        |
| 2010          | Valkyria Chronicles 2                        | Cordelia gi Randgriz                                |                             |        |
| 2010          | Final Fantasy XIV                            | Varios personajes                                   |                             |        |
| 2010–presente | Sonic the Hedgehog                           | Miles 'Tails1 Prower (jogos)                        |                             | [ 35 ] |
| 2011          | Tactics Ogre: Let Us Cling Together          | Narradora femenina                                  |                             |        |
| 2011          | Kinect: Disneyland Adventures                | Princesa Aurora                                     |                             |        |
| 2012          | Dragon's Dogma                               | Madeleine                                           |                             |        |
| 2012          | Ninja Gaiden 3                               | Momiji                                              |                             |        |
| 2012          | Resident Evil 6                              | Deborah Harper                                      |                             |        |
| 2012          | Tales of Graces f                            | Asbel Lhant (criança), Pascal                       |                             |        |
| 2013          | Marvel Heroes 2016                           | , Jocasta                                           |                             |        |
| 2013          | Fire Emblem: Awakening                       | Lissa                                               |                             |        |
| 2014          | Lightning Returns: Final Fantasy XIII        | Vozes adicionais                                    |                             |        |
| 2014          | Yaiba: Ninja Gaiden Z                        | Momiji                                              |                             |        |
| 2014          | Broken Age                                   | Bottled Water Maiden, Anastasia, Yarn Pal #2        |                             |        |
| 2015          | Devil May Cry 4: Special Edition             | Senhora                                             |                             |        |
| 2015          | Xenoblade Chronicles X                       | Avatar (Mujer, Bromista)                            | Agrupado bajo Avatares      | [ 36 ] |
| 2015          | Disney Infinity 3.0                          | Alegría                                             |                             |        |
| 2015          | League of Legends                            | Poppy                                               |                             |        |
| 2016          | Lego Marvel Avengers                         | Thor Girl                                           |                             |        |
| 2017          | Fire Emblem Heroes                           | Serra, Lissa                                        | Como Kate Davis             |        |
| 2017          | Fire Emblem Echoes: Shadows of Valentia      | Shade                                               | DLC "Cipher Legends"        |        |
| 2017          | Clicker Fran                                 | Fran                                                | Como Kate Davis             |        |
| 2017          | Agents of Mayhem                             | MAYHEM Crew member                                  |                             |        |
| 2017          | Super Mario Odyssey                          | Pauline                                             | Como Kate Davis             | [ 37 ] |
| 2017          | G.U. Last Recode                             | Natsume                                             | Vol. 3//Redemption - reboot |        |
| 2017          | The Legend of Zelda: Breath of the Wild      | Prunia                                              |                             |        |
| 2018          | World of Warcraft: Battle for Azeroth        | Archmage Tamuura                                    |                             |        |
| 2018          | Mario Tennis Aces                            | Pauline                                             |                             |        |
| 2018          | Super Smash Bros. Ultimate                   | Pauline                                             |                             |        |
| 2019          | Devil May Cry 5                              | Lady                                                |                             |        |
| 2019          | Marvel Ultimate Alliance 3: The Black Order  | Feiticeira Escarlate                                |                             |        |
| 2019          | Mario Kart Tour                              | Pauline                                             |                             |        |
| 2020          | Deadly Premonition 2: A Blessing in Disguise | Galena Clarkson, Emma Sanders                       |                             |        |
| 2020          | Hyrule Warriors: Age of Calamity             | Prunia                                              |                             |        |
| 2021          | Mario Golf: Super Rush                       | Pauline                                             |                             |        |
| 2021          | NEO: The World Ends With You                 | Uzuki Yashiro                                       |                             |        |
| 2021          | Psychonauts 2                                | Sam Boole                                           |                             |        |
| 2022          | Mario Strikers: Battle League Football       | Pauline                                             | Atualização 1.2.0           |        |
| 2023          | The Legend of Zelda: Tears of the Kingdom    | Prunia                                              |                             |        |
| 2023          | Mario Kart 8 Deluxe                          | Pauline                                             | DLC                         |        |
| 2024          | Super Mario Party Jamboree                   | Pauline                                             |                             |        |

## Discografia

### Álbuns de estúdio
- The Solid Rock (Concord, 1998)[38]
- The Tide is Low (2002)
- Bigger than Love (Concord, 2006)[38][39]
- Jazz Standards[38]
- A Very Merry Christmas[38]
- Little Parts (2009)[38]
- Sweet and Blue (2016)

### Colaborações
- 6 by 5 by Upper Structure (2004)[40][41][42]

### Músicas
- "Jump Up, Super Star!" – Super Mario Odyssey (2017)[43]
- "Break Free (Lead the Way)" – Super Mario Odyssey (2017)